# Красные принцы
«Красные принцы» (кит. упр. 太子党, палл. тайцзыдан, буквально: «партия кронпринцев», в англоязычной литературе передаётся терминами «Princelings» и «Party’s Crown Princes») — термин для обозначения неформальной группировки детей и родственников представителей высшего руководства КНР. Использование термина часто носит уничижительный характер, он является своего рода синонимом для обозначения уровня непотизма и клановости в руководстве КПК, сходного с положением кронпринцев в наследственных монархиях. Многие представители этой группировки занимают высокие посты во властных структурах и бизнесе, но при этом группировка является, скорее, собирательным образом, не имеющим чёткой структуры, в отличие, например, от «шанхайской клики» или Туаньпай.
Термин «тайцзыдан» в этом значении появился и вошёл в обиход в начале 20-го века; первыми это прозвище получили сын самопровозглашённого императора Китая Юань Шикая и его приятели, позже оно использовалось в отношении родственников руководителей четырёх крупнейших кланов Китая — Чан Кайши, Сун Мэйлин, Чэнь Лифу и Кун Сянси. В 1950-х годах этот термин использовался в отношении сына Чан Кайши Цзян Цзинго и его друзей. Впоследствии этим термином стали обозначать детей так называемых «восьми бессмертных КПК» и других высокопоставленных чиновников КНР. По имеющимся оценкам, некоторые представители «красных принцев» накопили состояния в сотни миллионов долларов. В конце 2015 — начале 2016 годов, после публикации анонимной статьи «Варвары у ворот, семья Чжао внутри», в отношении представителей «красных принцев» стал также использоваться термин «Семья Чжао» — от имён героев повести Лу Синя «Подлинная история А-Кью».
Независимые эксперты относят к «партии кронцпринцев» нынешнего лидера КНР Си Цзиньпина, который является сыном видного деятеля КПК Си Чжунсюня, и бывшего члена политбюро ЦК КПК Бо Силая (сына одного из «восьми бессмертных КПК» Бо Ибо).

## История
Профессор международной истории и политики Женевского института международных отношений Сян Ланьсинь следующим образом объясняет феномен «партии кронпринцев»:

Исторически сложилось так, что контролировать местных чиновников, обладавших имперской родословной, всегда было проблемой. Политбюро в этом плане равнозначно внутреннему кругу императорской семьи. Его члены, будучи назначенными на административную должность в какой-либо местности, могут легко подавить любую оппозицию в своей юрисдикции, так как никакие другие партийные руководители не могут сравняться с ними в ранге и престиже— Xiang, Lanxin (Apr 20, 2012). "Bo Xilai probe shows up China's outdated system of government". South China Morning Post
.
Некоторые из «красных принцев» получали и удерживали высокие посты (на уровне заместителей министров и выше), для получения которых «простым смертным» требовались десятилетия. Другие «красные принцы» становились фигурантами крупных скандалов по поводу коррупции, что вызывало негативную реакцию в партии и среди населения страны. Согласно мнению ряда политических обозревателей, влияние «красных принцев» уменьшается после 1989 года в силу ряда причин:
- рост недовольства среди подавляющего большинства членов КПК, что привело к смещению ряда «красных принцев» с занимаемых должностей: например, Чэнь Юань[англ.], сын Чэнь Юня и Чэнь Хаосу, сын маршала Чэнь И утратили свои посты в Пекине и были переведены на другие должности;
- бум китайской экономики вызвал появление прослойки состоятельного населения и чиновничества, которая требовала справедливости и защиты их собственности;
- рост недовольства населения коррупцией и кумовством партийной верхушки стал представлять угрозу для правления КПК, поэтому руководству КПК пришлось принимать меры для восстановления своей репутации.

На XV съезде КПК в 1997 году несколько видных представителей «красных принцев» при избрании на должности получили большое количество голосов «против». Так, Си Цзиньпин, сын Си Чжунсюня, и Дэн Пуфан, старший сын Дэн Сяопина, были избраны кандидатами в члены Центрального комитета КПК, но находились в числе кандидатов, набравших наименьшее число голосов, а Бо Силай, сын Бо Ибо, не был избран в состав ЦК. Впоследствии Си Цзиньпин и Бо Силай сумели занять руководящие посты в КПК — Си сменил Ху Цзиньтао на посту генерального секретаря на XVIII съезде партии в 2012 году, и стал председателем КНР в 2013 году, а Бо Силай, ставший членом политбюро, был снят в 2012 году и впоследствии осуждён.
По оценкам политологов, Цзян Цзэминь в конце своей деятельности на посту руководителя КПК выдвинул многих представителей «красных принцев» на ключевые позиции, чтобы сохранять своё влияние на будущее руководство КПК. В связи с этим ряд представителей «красных принцев» постепенно продвигался на высшие посты в партии и государстве. Среди них, помимо Си Цзиньпина и Бо Силая, отмечают Юй Чжэншэна, сына знаменитого Ю Цивэя (секретаря парторганизации города Тяньцзинь после революции 1949 года), который стал членом постоянного комитета Политбюро ЦК КПК 18 созыва, зятя бывшего вице-премьера Яо Илиня Ван Цишаня, занявшего должность секретаря Центральной комиссии по проверке дисциплины, Чжоу Сяочуаня, главу Народного банка Китая, сына Чжоу Цзяньнаня, бывшего наставника Цзян Цзэминя.
В 2013 году в ходе инициированного SEC расследованием международной коррупции достоянием общественности стала так называемая «программа сыновей и дочек» финансовой группы JPMorgan Chase. Суть программы заключалась в том, что при приёме на работу в своих подразделениях в Китае JPMorgan Chase отдавала предпочтение «красным принцам».
По данным Международного консорциума журналистов-расследователей (ICIJ), по крайней мере двенадцать «красных принцев» использовали офшорные компании Британских Виргинских островов для сокрытия своего бизнеса от налогов.

## Известные представители группировки
- Сын Си Чжунсюня Си Цзиньпин, генеральный секретарь КПК, председатель КНР[3];
- Сын и дочь Дэн Сяопина: Дэн Пуфан[англ.], председатель Ассоциации инвалидов, и Дэн Нань, бывший заместитель министра науки и техники;
- Дети бывшего председателя КНР Ли Сяньняня: сын Ли Пин — высокопоставленный военный, дочь Ли Сяолинь — вице-президент Китайской Народной Ассоциации дружбы с зарубежными странами и её муж Лю Ячжоу — чиновник Университета национальной обороны;
- Сын Чэнь Юня Чэнь Юань — председатель Государственного банка развития Китая;
- Сын Бо Ибо Бо Силай — бывший член политбюро, а также сын Бо Силая — Бо Гуагуа[6];
- Сын Цзэн Шаня Цзэн Цинхун — бывший член Постоянного комитета Политбюро, а также сын Цзэн Цинхуна, Цзэн Вэй, который приобрел в Сиднее недвижимость стоимостью 32,4 млн австралийских долларов, источник его доходов неизвестен[7][8];
- Сын Ю Цивэя Юй Чжэншэн — член Постоянного комитета политбюро, председатель Национального комитета НПКСК[3];
- зять Яо Илиня Ван Цишань — член Постоянного комитета политбюро, секретарь Центральной комиссии КПК по проверке дисциплины[3][9];
- сын и дочь бывшего премьер Ли Пэна — Ли Сяопэн, губернатор провинции Шаньси; Ли Сяолинь — вице-президент энергетической компании China Datang Corporation;
- сыновья бывшего генсека Цзян Цзэминя: Цзян Мяньхэн — вице-президент Китайской академии наук, Цзян Мянькан — генерал-майор НОАК;
- сыновья Ван Чжэня: Ван Цзюнь член руководства CITIC, Ван Чжи — бывший председатель Great Wall Group;
- сын бывшего председателя КНР Лю Шаоци, Лю Юань — генерал-лейтенант военной полиции;
- сын маршала Хэ Луна, Хэ Пэньфэй — заместитель главнокомандующего ВМС Китая, вице-адмирал;
- бывший зять генерала Лю Хуацина, Пань Юэ — заместитель директора Управления по охране окружающей среды;
- сын маршала Чэнь И, Чэнь Хаосу — бывший заместитель министра культуры;
- внук бывшего лидера Мао Цзэдуна, Мао Синьюй — генерал-майор НОАК;
- сын бывшего премьера КНР Вэнь Цзябао, Вэнь Юньсун (Уинстон Вэнь) — председатель China Satellite Communications Corporation[1].